# (3358) Anikushin
(3358) Anikushin es un asteroide perteneciente al cinturón de asteroides, descubierto el 1 de septiembre de 1978 por Nikolái Stepánovich Chernyj desde el Observatorio Astrofísico de Crimea (República de Crimea).

## Designación y nombre
Designado provisionalmente como 1978 RX. Fue nombrado Anikushin en honor al escultor soviético ruso Mijaíl Anikushin.